# 유고성
유고성(劉固城, ? ~ ?)은 전한 후기의 제후로, 조경숙왕의 증손이다.

## 행적
아버지 유록의 뒤를 이어 조후(朝侯)에 봉해졌다.
오봉 4년(기원전 54년), 할당량에서 넉 냥이 모자라게 주금을 바친 죄로 작위가 박탈되었다.

## 출전
- 반고, 《한서》 권15상 왕자후표 上

| 선대 아버지 조대후 유록 | 전한의 조후 ? ~ 기원전 54년 | 후대 (봉국 폐지) |